# Resolutie 2192 Veiligheidsraad Verenigde Naties
Resolutie 2192 van de Veiligheidsraad van de Verenigde Naties werd op 18 december 2014 unaniem aangenomen door de VN-Veiligheidsraad. De resolutie verlengde de UNDOF-waarnemingsmissie op de Syrisch-Israëlische grens verder met een half jaar.

## Achtergrond
Na de Jom Kipoeroorlog kwamen Syrië en Israël overeen de wapens neer te leggen. Een waarnemingsmacht van de Verenigde Naties moest op de uitvoer van de twee gesloten akkoorden toezien. Ook toen in 2011 de Syrische Burgeroorlog uitbrak bleef de missie doorlopen.

## Inhoud
In het kader van de Syrische Burgeroorlog werd hevig gevochten in de gedemilitariseerde zone die door UNDOF werd bewaakt. Ook de missie zelf werd daardoor bedreigd. Zo waren in augustus 2014 45 blauwhelmen in hechtenis genomen door het Al Nusra-Front en voertuigen en wapens in beslag genomen.
De partijen werden opnieuw opgeroepen resolutie 338 uit 1973 uit te voeren. Ze werden ook herinnerd aan het akkoord uit 1974, gevraagd het staakt-het-vuren en de scheidingszone te respecteren, bezette UNDOF-stellingen en de grensovergang bij Quneitra te verlaten en VN-materieel terug te geven.
Het mandaat van de missie werd verlengd tot 30 juni 2015. secretaris-generaal Ban Ki-moon werd gevraagd te zorgen dat ze de nodige capaciteit en middelen had om het mandaat op een veilige manier uit te voeren.

## Verwante resoluties
- Resolutie 2163 Veiligheidsraad Verenigde Naties
- Resolutie 2172 Veiligheidsraad Verenigde Naties
- Resolutie 2229 Veiligheidsraad Verenigde Naties (2015)
- Resolutie 2257 Veiligheidsraad Verenigde Naties (2015)

Lijst ·  2133 ·  2134 ·  2135 ·  2136 ·  2137 ·  2138 ·  2139 ·  2140 ·  2141 ·  2142 ·  2143 ·  2144 ·  2145 ·  2146 ·  2147 ·  2148 ·  2149 ·  2150 ·  2151 ·  2152 ·  2153 ·  2154 ·  2155 ·  2156 ·  2157 ·  2158 ·  2159 ·  2160 ·  2161 ·  2162 ·  2163 ·  2164 ·  2165 ·  2166 ·  2167 ·  2168 ·  2169 ·  2170 ·  2171 ·  2172 ·  2173 ·  2174 ·  2175 ·  2176 ·  2177 ·  2178 ·  2179 ·  2180 ·  2181 ·  2182 ·  2183 ·  2184 ·  2185 ·  2186 ·  2187 ·  2188 ·  2189 ·  2190 ·  2191 ·  2192 ·  2193 ·  2194 ·  2195